# Bogočin
Bogočin ili Vilin-grad, srednjovjekovna utvrda u selu Bogatići Prominski, općina Promina. Utvrda je smještena je na stijeni, na lijevoj obali rijeke Krke, udaljena 1,4 km od manastira sv. Arhanđela. Upisana je u Registar kulturnih dobara Republike Hrvatske kao zaštićeno kulturno dobro pod rednim brojem Z-2607.

## Karakteristike utvrde
Ostaci utvrde nalaze se na vrhu strme litice u blizini sela Bogatić te joj je prilaz moguć isključivo s istočne strane korištenjem dobro očuvanog srednjovjekovnog puta. Radilo se o manjoj utvrdi poligonalna tlocrta, dim,enzija 30 m x 32 m. od koje su se najbolje očuvali sjeveroistočni bedemi zajedno s glavnim ulaznim vratima.

## Povijest
Bogočin se prvi put pojavljuje u izvornoj povijesnoj građi 1486. godine pod imenom Bogochin, no utvrda je vjerojatno postojala ranije. Sudeći po strukturi gradnje i obilježjima vjerojatno ju je sagradila velikaška obitelj Nelipić tijekom prve polovice 14. stoljeća. Današnji ostaci utvrde svode se na zid s vratima na sjeveroistočnom dijelu, dok su ostatci na drugim dijelovima jedva primjetni. Zidovi su izrađeni od nepravilno klesanog kamena. Prvi poznati vlasnici utvrde bili su hrvatski velikaši Bogetići. Bogočin su zauzele, a potom porušile Osmanlije 1522. godine.

## Legenda
Ova utvrda u narodu se još naziva i Vilingrad, a uz nju je povezana narodna predaja o nesretnim mladencima. Prema toj predaji, hrvatski velikaš Bogoje sagradio je utvrdu za svog sina Bogdana i njegovu nevjestu Miljevu iz grada Ključa. Krilati zmaj je oteo Miljevu, a Bogdan je izgubio život pokušavajući je spasiti. Od tog doba, područje između rijeke Čikole i Krke naziva se Miljevcima, a rijeka ispod grada Ključa dobila je ime Čikola, prema Miljevinoj majci Čiki.

## Vanjske poveznice
- Bogočin (Vilin-grad) – npkrka.hr